# Damien Cook

a Compétitions nationales et continentales officielles uniquement.

b Matchs officiels uniquement.
Damien Cook, né le 23 juin 1991 à Green Point (Australie), est un joueur de rugby à XIII australien au poste de talonneur ou d'arrière dans les années 2010. Il fait ses débuts en National Rugby League en 2013 avec les Dragons de St. George Illawarra puis rejoint en 2014 les Bulldogs de Canterbury-Bankstown, toutefois il ne parvient pas à devenir titulaire. Son départ pour les Rabbitohs de South Sydney en 2016 lui permet alors de devenir titulaire au poste de talonneur avec réussite puisqu'il remporte le titre de meilleur talonneur de NRL en 2018.
Ses performances en club l'amènent en sélection de Nouvelle-Galles du Sud  en 2018 avec laquelle il remporte le State of Origin.

## Palmarès
- Collectif :
  - Vainqueur du State of Origin : 2018, 2019 et 2021 (Nouvelle-Galles du Sud).
  - Finaliste de la National Rugby League : 2014[1] (Canterbury-Bankstown) et 2021 (South Sydney).

- Individuel :
  - Élu meilleur talonneur de la National Rugby League : 2018 (South Sydney).

## Détails

### Détails en sélection
| 1. | 13 octobre 2018 | Nouvelle-Zélande | 24-26 | Amical        | Talonneur | 0 | 0 | 0 | 0 |
| 2. | 20 octobre 2018 | Tonga            | 34-16 | Amical        | Talonneur | 0 | 0 | 0 | 0 |
| 3. | 25 octobre 2019 | Nouvelle-Zélande | 26-4  | Coupe Océanie | Talonneur | 4 | 1 | 0 | 0 |
| 4. | 2 novembre 2019 | Tonga            | 6-12  | Coupe Océanie | Talonneur | 0 | 0 | 0 | 0 |

### En club
| Saison | Club                          | Compétition           | Matchs | Points | Essais | Buts | Drop |
| ------ | ----------------------------- | --------------------- | ------ | ------ | ------ | ---- | ---- |
| 2013   | St. George Illawarra Dragons  | National Rugby League | 2      | -      | -      | -    | -    |
| 2014   | Canterbury-Bankstown Bulldogs | National Rugby League | 2      | -      | -      | -    | -    |
| 2015   | Canterbury-Bankstown Bulldogs | National Rugby League | 5      | 16     | 4      | -    | -    |
| 2016   | South Sydney Rabbitohs        | National Rugby League | 17     | 14     | -      | 7    | -    |
| 2017   | South Sydney Rabbitohs        | National Rugby League | 23     | 8      | 2      | -    | -    |
| 2018   | South Sydney Rabbitohs        | National Rugby League | 25     | 16     | 4      | -    | -    |
| 2019   | South Sydney Rabbitohs        | National Rugby League | 26     | 12     | 3      | -    | -    |
| 2020   | South Sydney Rabbitohs        | National Rugby League | 23     | 20     | 5      | -    | -    |
| 2021   | South Sydney Rabbitohs        | National Rugby League | 0      | 0      | 0      | -    | -    |